# Хованов, Николай Васильевич
Хованов Николай Васильевич (24 июля 1945, г.Подольск Московской области — 26 февраля 2025) — российский математик, специалист в области теории вероятностей, профессор СПбГУ.

## Биография
Родился 24 июля 1945 года в Подольске Московской области в семье военного. В 1962 году поступил на физический факультет Ленинградского государственного университета (ЛГУ) им. А. А. Жданова, в 1963 — на Математико-механический факультет ЛГУ. Свои первые статьи Н. В. Хованов написал на третьем курсе (опубликованы в Известиях АН СССР (1967) и «Вопросах философии» (1969)). В 1968 году окончил математико-механический факультет ЛГУ по специальности «Математика» (кафедра теории вероятностей). В 1968 году поступил в аспирантуру математико-механического факультета, в 1970 году перешёл в заочную аспирантуру. В 1970—1972 годах работал старшим преподавателем Калмыцкого государственного университета имени Пятидесятилетия образования Калмыцкой АССР. В 1972 году защитил диссертацию «Стохастическая модель принятия решений в условиях дефицита времени и информации» на соискание ученой степени кандидата физико-математических наук (научный руководитель — В. П. Скитович) и вернулся в Ленинград . Начал работать в ЛГУ, сначала как старший инженер НИИ Вычислительной математики и процессов управления (ВМ и ПУ) ЛГУ (1972), с 1973 года — как младший научный сотрудник НИИ ВМ и ПУ ЛГУ (1973).
В 1973 году начал работать на факультете прикладной математики — процессов управления ЛГУ, сначала как ассистент кафедры высшей математики факультета ПМ-ПУ, с 1977 года — доцент кафедры математической статистики, теории надежности и массового обслуживания (МСТНМО) факультета ПМ-ПУ ЛГУ. В 1991 году защитил диссертацию «Математические модели получения и обработки нечисловой информации (Теория квалиметрических шкал)» на соискание ученой степени доктора физико-математических наук (ВЦ АН СССР, Москва), в 1993 году Н. В. Хованову было присвоено ученое звание профессора. С 1991 года — профессор кафедры МСТНМО факультета ПМ-ПУ СПбГУ. В 1995 году перешёл на работу на экономический факультет СПбГУ. С 1995 года до настоящего времени — профессор кафедры экономической кибернетики экономического факультета СПбГУ. Член диссертационного совета при Санкт-Петербургском НИИ информатики РАН. Является автором более 200 научных публикаций. Под научным руководством Н. В. Хованова подготовлено более 20 кандидатских и ряд докторских диссертаций.

## Достижения
В работах Н. В. Хованова разрабатываются модели неопределенности и риска, методы принятия решений и обработки нечисловой информации. Н. В. Ховановым разработана методология АСПИД (АСПИД — Анализ и Синтез Показателей при Информационном Дефиците), позволяющая разрабатывать различные методы анализа сложных объектов различной природы и назначения (от отдельных экземпляров продукции до сложных технических систем и вариантов принимаемых стратегических решений). Разработки, связанные с АСПИД — методологией, поддерживаются Российским фондом фундаментальных исследований: под научным руководством Н. В. Хованова был успешно выполнен проект «Разработка системы унифицированных математических и компьютерных моделей оценивания в условиях дефицита информации финансово-экономических институтов, решений и проектов» (1996—1998), а с 1999 г. он руководит проектом РФФИ «Разработка системы экономико-математических моделей оценивания риска с использованием нечисловой, неточной и неполной информации». Н. В. Хованов был научным руководителем пяти важных научно-исследовательских работ, выполненных в 1983—1994 гг. НИИ вычислительной математики и процессов управления по постановлениям Правительства СССР и РФ.

## Награды
- Победитель конкурса молодых ученых ЛГУ (1977).
- Премия ЛГУ на лучшую научную работу (за учебное пособие «Биометрия» (с соавторами)) (1982).
- Премия СПбГУ на лучшую научную работу (за цикл из четырёх монографий) (1999).
- Почётный работник высшей школы.

## Семья
Жена — Ольга Евгеньевна, окончила исторический факультет ЛГУ, работала редактором Издательства СПбГУ. Сын Кирилл (р.1973) — окончил математико-механический факультет СПбГУ и Коннектикутский университет (США).

## Список произведений
1. Хованов Н. В. Математические основы теории шкал измерения качества. Л., ЛГУ, 1982.
2. Хованов Н. В. Анализ и синтез показателей при информационном дефиците. СПб., СПбГУ, 1996.
3. Хованов Н. В. Математические модели риска и неопределенности. СПб., СПбГУ, 1998.
4. Hovanov, N. et al. Multicriteria estimation of probabilities on basis of expert …, European Journal of Operational Research (2007), doi: 10,1016/j.ejor.2007.11.018.